# Pelecopsis steppensis
Pelecopsis steppensis là một loài nhện trong họ Linyphiidae.
Loài này thuộc chi Pelecopsis. Pelecopsis steppensis được miêu tả năm 2008 bởi Gnelitsa.